# Чижиково
Чи́жиково (рос. Чижиково, ерз. Чижиково) — присілок у складі Темниковського району Мордовії, Росія. Входить до складу Русько-Тювеєвського сільського поселення.
Населення — 72 особи (2010; 79 у 2002).
Національний склад (станом на 2002 рік):
- росіяни — 94 %